# Sœurs du Sacré-Cœur de Jésus et des Saints Anges
Les sœurs du Sacré-Cœur de Jésus et des Saints Anges (en latin : Congregationis Sororum a Sacro Corde Iesu et a Sanctis Angelis) forment une congrégation religieuse féminine enseignante et caritative de droit pontifical. 

## Historique
La congrégation est fondée par Genoveva Torres Morales (1870-1956) née dans une famille pauvre espagnole ; à l'âge de treize ans, elle a la jambe amputée en raison d'une tumeur.
Genoveva Morales consacre sa vie à l'assistance des femmes seules et en difficulté, sur les conseils du jésuite Martín Sánchez, elle fonde en 1911 à Valence les « angéliques du Sacré-Cœur » (appelées plus tard Sœurs du Sacré-Cœur de Jésus et des saints Anges) qui se propage rapidement en Espagne. 
Le 5 décembre 1925, l'Institut est reconnu de droit diocésain par Mgr Valls (es), archevêque de Saragosse, il reçoit du pape le décret de louange le 25 mars 1953 et définitivement approuvé ainsi que ses constitutions le 22 juin 1962.

## Activités et diffusion
Les angéliques se consacrent à l'éducation des jeunes et aux œuvres de charité.
Elles sont présentes en :
- Europe : Espagne, Italie.
- Amérique : Mexique, Venezuela.

La maison généralice est à Saragosse.
En 2017, la congrégation comptait 149 sœurs dans 20 maisons.